# Apache Aries
Az Apache Aries, egy Blueprint konténer, amelynek implementációját és kiterjesztéseit valamint alkalmazás fókuszú specifikációit az OSGi Enterprise Expert Group definiálta. Az Aries projekt a következőket tartalmazza:
- WAR a Web Application Bundle Converter-hez
- Blueprint konténer
- Java Persistence API integráció
- Java Transaction API integráció
- Java Management Extensions
- Java Naming and Directory Interface integráció
- alkalmazás Assembly és Deployment
- Apache Maven beépülő modul
- META-INF/services kezelők
- példák, kézikönyvek, dokumentáció, és integrátor kézikönyv

## Fordítás
Ez a szócikk részben vagy egészben  az   Apache Aries című angol Wikipédia-szócikk ezen változatának fordításán alapul.  Az eredeti cikk szerkesztőit annak laptörténete sorolja fel. Ez a jelzés csupán a megfogalmazás eredetét és a szerzői jogokat jelzi, nem szolgál a cikkben szereplő információk forrásmegjelöléseként.